# 青森市立東陽小学校
青森市立東陽小学校（あおもりしりつ とうようしょうがっこう）は、青森県青森市宮田にある公立小学校。児童数は50人（2023年4月1日現在）。青森平野の最東部付近を学区とする。付近での2校の閉校に伴って開校した青森市で最も新しい小学校。

## 沿革
- 2003年（平成15年）
  - 4月1日 - 宮田小学校と滝沢小学校が統合し、開校。ただし、校舎は完成しておらず、旧宮田小学校校舎を暫定使用[1]。
  - 4月7日 - 開校式と第1回入学式挙行。在校生と新入生の計119名で、スタートを切った[1]。
  - 8月中旬 - 統合新校舎完成。新校舎へ移転。
- 2013年（平成25年）4月1日 - 浅虫小学校を統合。
- 2022年（令和4年）5月22日 - この日開催の運動会を「創立20周年記念大運動会」として開催。

## 部活動
- なし

## 学区
滝沢、宮田、三本木、馬屋尻、矢田、浅虫。

## 進学先
ほとんどの児童が、学区内の青森市立東中学校に進学する。